# شركة المحطات المائية لإنتاج الكهرباء
شركة المحطات المائية لإنتاج الكهرباء هي شركة حكومية لإنتاج الكهرباء، وتابعة للشركة القابضة لكهرباء مصر

## عن الشركة
تأسست الشركة طبقاً لأحكام القوانين السارية في جمهورية مصر العربية وهي إحدى الشركات التابعة للشركة القابضة لكهرباء مصر ويسري عليها أحكام قانون الشركات ذات المسئولية المحدودة الصادر بالقانون 159 لسنة 1981 ولائحته التنفيذية وقانون رأس المال الصادر بالقانون رقم 95 لسنة 1992 ولائحته التنفيذية وذلك فيما لا يتعارض مع أحكام القانون رقم 164 لسنة 2000 بتحويل هيئة كهرباء مصر إلى شركة مساهمة.
يمتد نطاق الشركة الجغرافي إلى جميع محطات التوليد المائية على مستوى مصر والتي تزيد قدرة الوحدة فيها عن 5 ميجاوات.
يبلغ رأس المال المصدر 324369400 جنيه ورأس المال المدفوع 324369400 جنيه.

## أهداف الشركة
إنتاج الطاقة الكهربائية من محطات توليد الكهرباء المائية التابعة لها في أنحاء جمهورية مصر العربية.
إدارة وتشغيل وصيانة المحطات المائية لإنتاج الكهرباء التابعة لها وتنفيذ عمليات الإحلال والتجديد اللازمة لهذه المحطات مع الالتزام الكامل بتعليمات المركز القومي للتحكم في الشبكة الكهربية الموحدة وكذلك التنسيق مع وزارة الأشغال والموارد المائية.
بيع الطاقة الكهربائية المنتجة من محطات التوليد التابعة لها إلى الشركة المصرية لنقل الكهرباء وشركات التوزيع.
القيام بأعمال الدراسات والبحوث في مجال نشاط الشركة.
القيام بأية أعمال أو أنشطة أخرى مرتبطة أو مكملة لنشاط الشركة بالإضافة إلى ما تعهد به الشركة القابضة لكهرباء مصر من أعمال تدخل في نطاق اختصاصها.
القيام بما يعهد به الغير للشركة من أعمال تدخل في مجال نشاطها بما يحقق عائداً اقتصادياً للشركة.
التدريب.

## محطات الشركة
تمتلك الشركة خمس محطات توليد مائية بالإضافة إلى محطة أخرى تحت الإنشاء على النحو التالي:

### محطة كهرباء السد العالي
محطة كهرباء السد العالي بقدرة 12 × 175 ميجاوات:
تعتبر محطة كهرباء السد العالي واحدة من أكبر محطات التوليد الكهرومائية في العالم وقت التنفيذ وهي إحدى ركائز الشبكة الكهربائية المصرية الموحدة وعمودها الفقري ولها أهمية بالغة للاقتصاد القومي في مصر.
في 15 مايو 1964 تم الانتهاء من المرحلة الأولى المتضمنة تحويل مجرى النيل (إغلاق مجرى النيل الأصلي وإمرار المياه في قناة التحويل في البر الشرقي من النيل).
أكتوبر 1967 بدأ تشغيل الوحدات الثلاث الأولى من المحطة والخط الأول الناقل للكهرباء إلى القاهرة.
15 يناير 1971 تم افتتاح مشروع السد العالي ومحطة الكهرباء للتشغيل وتشتمل المحطة إثنا عشروحدة قدرة كل منها 175 ميجاوات وتنقل الطاقة الكهربية المولدة من وحداتها إلى مراكز الأحمال على خطوط جهد 500 ك . ف، 132ك. ف على الشبكة الموحدة لجمهورية مصر العربية وقد بلغت التكاليف الكلية للمشروع 320 مليون جنيه مصري في ذلك الوقت وقد تم الدخول بوحداتها على الشبكة خلال الفترة من 1967 وحتى 1970 وبلغ إنتاج الطاقة الكهربائية من المحطة منذ انشائها حتى يونية 2013م(344495 مليون ك.و.س.) وفرت كمية من المازوت بلغت (75مليون طن) لو استخدمت محطات حرارية لإنتاج نفس كمية الطاقة الكهربائية وحدت من انبعاث 235مليون طن من غاز ثانى أكسيد الكربون.

### محطة كهرباء أسوان الأولى
محطة كهرباء أسوان الأولى بقدرة 7 × 40 ميجاوات:
كان موضوع التحكم في مياه الفيضان الزائدة لنهر النيل وتخزين قدر منها لمقابلة احتياجات المياه خلال السنة من الموضوعات التي شغلت الأذهان في نهاية القرن الماضي، ويتفاوت الإيراد المائي للنيل في فصول السنة المختلفة ففي فترة الفيضان من أغسطس حتى نوفمبر يزيد إيراد المياه زيادة كبيرة عن احتياجات الري بخلاف باقي السنة إذ لا يفي الإيراد الطبيعي للنهر بحاجات الري.
كان خزان أسوان هو أول حل عملي لمشكلة تخزين المياه وقد بدأ العمل في إنشاءه في عام 1898 وتم اكتماله عام 1902 وكانت المرحلة الأولى منه تسمح بحجز المياه من منسوب 106 متر فوق مستوى سطح البحر ويتسع لتخزين 980 مليون مترمكعب من مياه الفيضان وفي عام 1912 تم التعلية لمنسوب 112 متر والسعة التخزينية 3500 مليون متر مكعب وفي عام 1933 تم تعلية الخزان مرة أخرى ليصل منسوب الحجز إلى 121 متر ولتصل السعة التخزينية إلى 5000 مليون مترمكعب.
يبلغ طول خزان أسوان 2141 متر ويحتوي على 180 فتحة تتحكم في تصرف المياه ببوابات تعمل يدوياً هذا وقد تم كهربة عدد 65 بوابة منهم وسد عدد 95 أخرى بالخرسانة المسلحة لعدم الحاجة إليها في المستقبل وذلك أثناء إنشاء محطة كهرباء أسوان الثانية.
بدأ العمل في مشروع محطة كهرباء أسوان الأولى عام 1956.
تم افتتاح المحطة وتشغيل الوحدة الأولى في 10 يناير 1960 وتم الانتهاء من التشغيل الكامل للمحطة في أوائل عام 1961 وتشتمل المحطــة على سبع وحدات بقدرة 46 ميجاوات لكل وحدة والتي انخفضت إلى 40 ميجاوات بعد بناء السد العالي وذلك لانخفاض السقوط.
بلغ إنتاج الطاقة الكهربائية من المحطة منذ إنشائها حتى يونيو 2013 (75372.04) (مليون كيلو وات ساعة) وفرت كمية من المازوت بلغت (16.6مليون طن) لو استخدمت محطــات حرارية لإنتاج نفس كميه الطاقة الكهربائية وحدت من انبعاث حوالى (51.4مليون طن) من غاز ثانى ثانى أكسيد الكربون.

### محطة كهرباء أسوان الثانية
محطة كهرباء أسوان الثانية بقدرة × 67.5 ميجاوات:
تتراوح تصرفات المياه المارة بالسد العالي ما بين 240 مليون متر مكعب في فصـل الصيف إلـى 110 مليون متر مكعب في فصـل الشتاء وتبلغ التصرفات السنوية للنيل 55.5 مليار متر مكعب يمر جزء منها بمحطة كهرباء خزان أسوان الأولى ويمر الباقي خلال فتحات خزان أسوان دون الاستفادة من طاقة السقوط لهذه الكمية من المياه في توليد الكهرباء ومن هنا تم إنشاء محطة كهرباء خزان أسوان الثانية بقصد استغلال طاقة السقوط من كل قطرة مياه تمر من خزان أسوان في توليد الكهرباء والتي تعتبر أول محطة كهرباء مائية أنشأت بعد السد العالي.
والمحطة تضم أربع وحدات بقدرة 67.5 ميجاوات لكل وحدة.
وقد بلغت التكاليف الكلية للمشروع 215 مليون جنيه مصري شاملة الأعمال المدنية والميكانيكية والكهربية والاستشاري وقد تم الدخول بوحداتها على الشبكة خلال عام 1985
وبلغ إنتاج الطاقة الكهربائية من المحطة منذ انشائها حتى يونية 2013 (47029.81مليون كيلو وات ساعة) وفرت كمية من المازوت بلغت (10.3مليون طن) لو استخدمت محطات حرارية لإنتاج نفس كمية الطاقة الكهربائية وحدت من انبعاث حوالى (32.1مليون طن) من غاز ثانى أكسيد الكربون.

### محطة كهرباء إسنا
محطة كهرباء إسنا بقدرة 6 × 14.28 ميجاوات
هي أول محطة كهرباء مائية أنشأت شمــال مدينة أسـوان لاستغلال مسـاقط النيل عند إسنا وذلك ضـمن مشروع قناطر إسنا الجديدة والذي يشمل هويس ملاحي ومفيض وسد دائم بالإضافة إلى محطــة الكهرباء ويقع مشروع قناطر إسنا الجديدة ومحطة الكهرباء خـلف القناطر القديمـة بمسافة 1200 متر وبلغت التكاليف الكلية للمشروع 650 مليون جنيه مصرى شاملاً محطة الكهرباء والتي بلغت تكاليفها 429 مليون جنيه مصري وتضم المحطة 6 وحدات توليد قدرة الواحدة منها 14.28 ميجاوات وقدرة إجمالية 85.68 ميجاوات وقد بدأت وحداتها في الدخول على الشبكة الكهربية الموحدة في يوليه عام 1993.
تتصل محطة الكهرباء بالهويس الملاحي بالبر الأيسر لنهر النيل عبر منشأ حوش التجميع بطول 110 متر وعرض 60 متر وارتفاع 28 متر.
وبلغ إنتاج الطاقة الكهربائية من المحطة منذ انشائها حتى يونية 2013م(7899.25مليون ك.و.س.) وفرت كمية من المازوت بلغت (1.7مليون طن) لو استخدمت محطات حرارية لإنتاج نفس كمية الطاقة الكهربائية وحدت من انبعاث (5.4 مليون طن ) من غاز ثانى أكسيد الكربون.

### محـطة كهرباء نجع حمادي
محطة كهرباء نجع حمادي بقدرة 6 × 16 ميجاوات:
استمراراً لاستغلال المساقط المائية المتاحة لنهر النيل شـرعـت وزارة الكهرباء والطاقة في إنشاء هذه المحطة على قناطر نجع حمادي الجديدة والتي تقع على بعد 3.5 كيلو متر خلف القناطر القديمة عند الجزء المنحني من نهـر النيل وتضم المحطة 4 وحدات تولـيد قدرة الواحدة منها 16 ميجاوات وبلغت التكلفة الإجمالية لإنشاء المحطة 1.553 مليار جنيه مصري مكون محلي. وقد بدأت وحداتها في الدخول على الشبكة الكهربائية الموحدة في فبراير عام 2008 تباعاً.
وبلغ إنتاج الطاقة الكهربائية من المحطة منذ انشائها حتى يونية 2013 (2410.76 مليون ك.و.س.) وفرت كمية من المازوت بلغت (0.5 مليون طن) لو استخدمت محطات حرارية لإنتاج نفس كمية الطاقة الكهربائية وحدت من انبعاث (1.6 مليون طن) من غاز ثانى أكسيد الكربون.

### محطة كهرباء أسيوط
محطة كهرباء أسيوط بقدرة 4 × 8 ميجاوات